# 细兰橄榄
细兰橄榄是橄榄科橄榄属的一个种，特产于斯里兰卡。